# فرشته (قصه)
فرشته (دانمارکی: Engelen) داستانی از هانس کریستیان آندرسن است که در سال ۱۸۴۳ منتشر شد. این داستان در کنار سه داستان دیگر در مجموعه افسانه‌های جدید منتشر شد و با استقبال بسیار خوبی از سوی منتقدان دانمارکی مواجه گردید.

## داستان
در ابتدای داستان، کودکی خوب و پاک‌دل از دنیا رفته و فرشته‌ای از سوی خداوند او را در آغوش می‌گیرد تا به بهشت ببرد. آن دو پیش از رسیدن به آسمان، بر فراز جاهایی که کودک در آن‌ها بازی کرده بود پرواز می‌کنند و از باغ‌ها و دشت‌ها گل‌هایی را برای انتقال به باغ‌های آسمانی برمی‌گزینند.
کودک دسته‌گلی از گل‌های زیبا جمع می‌کند؛ گل سرخ شکسته‌ای را که شاخه‌اش به دست انسانی بدکار شکسته شده، انتخاب می‌کند تا در بهشت شکوفا شود. آن‌ها به پرواز خود ادامه می‌دهند و شب‌هنگام به یکی از کوچه‌های تنگ و تاریک شهر می‌رسند. در میان زباله‌ها و خاکسترها، گلدان شکسته‌ای با توده‌ای از خاک دیده می‌شود که ریشه‌های یک گل صحرایی پژمرده را در خود دارد. فرشته آن را برمی‌دارد و به کودک می‌گوید: «این گل را نیز با خود می‌بریم. در راه، داستانش را برایت خواهم گفت.»
فرشته توضیح می‌دهد که در همان کوچه، پسربچه‌ای بیمار و ناتوان در زیرزمینی تاریک زندگی می‌کرده که توانایی حرکت نداشته و تنها در روزهای خاصی از سال، پرتو آفتاب به اتاقش می‌تابیده است. روزی پسر همسایه شاخه‌ای از گل‌های صحرایی برای او آورده که یکی از آن‌ها ریشه داشت. گل را در گلدانی کوچک در کنار تخت گذاشتند و کودک هر روز با عشق از آن مراقبت کرد.
این گل، تنها دارایی و شادی پسرک بود. او با آن حرف می‌زد، آن را می‌بویید و در رویاهایش به باغ‌هایی می‌رفت که پر از این گل‌ها بود. زمانی که اجلش فرارسید، نگاهی آخر به گل انداخت و به سوی خداوند رفت. یک سال بعد، هنگام اسباب‌کشی، گل پژمرده و گلدان شکسته را بیرون انداختند. اکنون فرشته آن گل را برای بردن به بهشت برگزیده، چرا که بیش از زیباترین گل‌های قصر پادشاهی، شادی بخشیده بود.
کودک با شگفتی از فرشته می‌پرسد: «تو چگونه این را می‌دانی؟» فرشته لبخند می‌زند و پاسخ می‌دهد: «زیرا آن کودک بیمار خود من بودم.»
در همان لحظه، کودک چشمانش را می‌گشاید و چهرهٔ شاد فرشته را می‌بیند. آن دو اکنون در بهشت هستند؛ جایی که خداوند کودک را در آغوش می‌گیرد، بال‌های سپیدی به او می‌بخشد و همراه با فرشته‌اش، در دایره‌ای از شادی ابدی به پرواز درمی‌آیند. خداوند تمامی گل‌ها را بر سینه می‌فشارد، اما گل پژمردهٔ صحرایی را می‌بوسد، صدایی به آن می‌بخشد و به جمع فرشتگانی می‌فرستد که در ستایش بی‌پایان پیرامون تخت خداوند می‌چرخند.

## زمینه و نگارش
آندرسن از دوران نوجوانی به موضوعات احساسی مانند «مرگ کودک» علاقه‌مند بود. او پیش‌تر شعر «کودک در حال مرگ» را نوشته بود. احتمالاً انگیزهٔ مستقیم برای نگارش «فرشته» مرگ دختر یکی از دوستان صمیمی‌اش، ادوارد کولین، بوده است. این داستان با سلیقهٔ زمان خود هماهنگ بود و محبوبیت فراوانی یافت. تصویر چاپی فرشته و کودک میلیون‌ها نسخه فروخت.